# Česko na letních paralympijských hrách
Česká republika se paralympijských her poprvé účastnila jako samostatný stát v roce 1994 a od té doby se zúčastnila všech letních paralympijských her. Do roku 1992 soutěžili čeští sportovci za Československo.

## Účast na LPH
| Přehled českých medailí na LPH | Přehled českých medailí na LPH | Přehled českých medailí na LPH | Přehled českých medailí na LPH | Přehled českých medailí na LPH | Přehled českých medailí na LPH | Přehled českých medailí na LPH | Přehled českých medailí na LPH | Přehled českých medailí na LPH |
| ------------------------------ | ------------------------------ | ------------------------------ | ------------------------------ | ------------------------------ | ------------------------------ | ------------------------------ | ------------------------------ | ------------------------------ |
| Poř.                           | Česko na LPH                   | Město / Země                   | Zlatá olympijská medaile       | Stříbrná olympijská medaile    | Bronzová olympijská medaile    | Celkem                         | Sportovců                      |                                |
| 10                             | Česko na LPH 1996              | 1996 Atlanta (USA)             | 2                              | 7                              | 1                              | 10                             | 43                             |                                |
| 11                             | Česko na LPH 2000              | 2000 Sydney (Austrálie)        | 15                             | 15                             | 13                             | 43                             | 57                             |                                |
| 12                             | Česko na LPH 2004              | 2004 Athény (Řecko)            | 16                             | 8                              | 7                              | 31                             | 65 v 8 sportech                |                                |
| 13                             | Česko na LPH 2008              | 2008 Peking (Čína)             | 6                              | 3                              | 18                             | 27                             | 56 v 8 sportech                |                                |
| 14                             | Česko na LPH 2012              | 2012 Londýn (Velká Británie)   | 1                              | 6                              | 4                              | 11                             | 47 v 6 sportech                |                                |
| 15                             | Česko na LPH 2016              | 2016 Rio de Janeiro (Brazílie) | 1                              | 2                              | 4                              | 7                              | 37 v 5 sportech                |                                |
| 16                             | Česko na LPH 2020              | 2020 Tokio (Japonsko)          | 2                              | 3                              | 3                              | 8                              | 28 v 8 sportech                |                                |
|                                |                                |                                |                                |                                |                                |                                |                                |                                |
| 17                             | Česko na LPH 2024              | 2024 Paříž (Francie)           | 1                              | 4                              | 3                              | 8                              | 32 v 8 sportech                |                                |
|                                |                                |                                |                                |                                |                                |                                |                                |                                |
|                                | Celkem                         |                                | 43                             | 44                             | 51                             | 137                            | 365                            |                                |

- Letní hry 2024 probíhají

## Medaile podle letních sportů
| Sport        | Zlato | Stříbro | Bronz | Celkem |
| atletika     | 15    | 19      | 18    | 52     |
| boccia       | 1     | 1       | 1     | 3      |
| cyklistika   | 8     | 7       | 10    | 25     |
| lukostřelba  | 3     | 4       | 2     | 9      |
| plavání      | 12    | 5       | 14    | 31     |
| stolní tenis | 4     | 8       | 5     | 17     |
| Celkem       | 43    | 44      | 50    | 137    |

## Přehled vlajkonošů
Uvedeni jsou vlajkonoši na zahajovacím ceremoniálu příslušných paralympijských her.
| Rok  | Dějiště        | Vlajkonoš          | Sport       |
| ---- | -------------- | ------------------ | ----------- |
| 1996 | Atlanta        |                    |             |
| 2000 | Sydney         |                    |             |
| 2004 | Athény         | Roman Musil        | atletika    |
| 2008 | Peking         | Markéta Sidková    | lukostřelba |
| 2012 | Londýn         | Rostislav Pohlmann | atletika    |
| 2016 | Rio de Janeiro | Jiří Ježek         | cyklistika  |
| 2020 | Tokio          | Eva Berná          | atletika    |
| 2020 | Tokio          | Arnošt Petráček    | plavání     |
| 2024 | Paříž          | Anna Luxová        | atletika    |
| 2024 | Paříž          | Aleš Kisý          | atletika    |